# Духовичний Георгій Самуїлович
Георгій Самуїлович Духовичний (11 березня 1954, Київ — 1 вересня 2022, там само) — український архітектор, віце-президент київської організації Національної спілки архітекторів України та керівник Колективного підприємства творчої архітектурної «Майстерні Г.Духовичного», член правління Національної спілки архітекторів України. Дійсний член Українського комітету ICOMOS (UNESCO), член Архітектурно-містобудівної ради Києва, один із засновників громадського руху "Культура проти вандалізму — «Україна-зона культурного лиха» 2007 р. 

## Освіта
В 1977 році закінчив Київський державний художній інститут (архітектурний факультет, майстерня Н. Б. Чмутіної). Навчався у Н. Б. Чмутіної, А. І. Малиновського, А. В. Добровольського, Б. І. Примака, Г. С. Кульчицького, А. М. Мілецького. 1977 р.- дипломний проєкт лауреата Всесоюзного конкурсу дипломних проєктів архітектурних ВУЗів. В 1989 році отримав сертифікат СП СА СРСР.

## Робота
- 1978—1989 рр. — робота в Управлінні об'ємного проєктування № 3, майстерня № 6 Головного управління «Київпроєкт» на посадах від архітектора до головного спеціаліста, проєктування житлових кварталів та громадських споруд історичного центру Києва.
- 1982 р. — в складі авторського колективу Золота медаль та диплом 1-го ступеня Всесоюзного конкурсу СА СРСР на найкращий проєкт року (житлові квартали по вул. Горького та Подолу в м. Києві).
- 1987 р. — в складі авторського колективу диплом 1-го ступеня Конкурсу на найкращу споруду року Держбуд УРСР (Навчальний корпус ВПШ по вул. Мельникова, 84 в м. Києві).
- 1988 р. — Лауреат Всесоюзного конкурсу молодих архітекторів (СА СРСР).
- У 1990 р. — після отримання персонального міжнародного сертифікату Вищої атестаційної комісії Правління СА СРСР, відкриття персональної творчої архітектурної «Майстерні Г.Духовичного» СА СРСР, з 1992 р — КПТАМ "Майстерні Г.Духовичного "Національної Спілки архітекторів України, керівник майстерні. Проєктування об'єктів нового будівництва, комплексної реконструкції та реставрації, житлових та громадських споруд та комплексів, здебільшого в історичному центрі Києва. Серед реалізованих об'єктів після 1990 року:
  - Комплекс Юридичного ліцею НАВСУ для дітей загиблих співробітників МВС
  - Житловий будинок по вул. Турівській,24 в м. Києві
  - Комплексна реабілітація пам'яток архітектури з реставрацією предмету охорони по вул. Хрещатик,50, Городецького,11, Городецького, 12, Михайлівська,7, Січневого повстання,17, Толстого, 9, Сагайдачного,37.
- 1993 р. — Сертифікат учасника Всесвітнього бієналє ВА-93 в Буенос-Айресі (Комплекс Християнського центру євангельських християн-баптистів України по пров. Ярославському,8/2 в кварталі А-11 в р-ні Подолу, м. Київ).
- 1995 р. — в складі авторського колективу Державна премія України з архітектури (Комплекс факультету міжнародних відносин та журналістики Київського державного університету по вул. Мельникова, 84 в м. Києві).
- 2002 р. — лауреат міжнародного конкурсу на меморіальний, суспільсько-просвітницький центр «Відродження» в Бабиному ярі (м. Київ) спільно з Ю.Бородкіним
- 2006 р. — лауреат національної премії «Відродження» в галузі містобудування за проєкт-концепцію реконструкції території Видубицького озера в м. Києві, спільно з Ю.Бородкіним
- 2007 р. — лауреат Національного конкурсу на найкращу споруду року за бізнес-центр «Ренесанс» по вул. Воровського,24 в м. Києві
- 1999—2005 — в складі авторських колективів лауреат конкурсів на «Реконструкцію Володимирського проїзду в м. Києві», «Реконструкцію території Національного музею України по вул. Грушевського та Національного виставкового комплексу по вул. Інститутській»

## Досягнення
Є автором-розробником концепції, типології та ряду проєктів християнських євангельських церковних, місіонерських та помісних центрів нового типу для будівництва в Україні. Їх реалізовано в с. Киїлов Бориспільського району (1992—1997 рр. на 60 осіб), м. Вишневе Києво-Святошинського р-ну Київської області (1992—2000 рр. на 350 осіб), комплекс «Дім Євангелія» (1990—1996 рр. на 1500 осіб) по пров. Ярославському, 8/2 в м. Києві, Помісна церква по вул. Жукова, 2 в Києві (розп. в 1997—2005 рр. на 1200 осіб), комплекс «Світ на Сході» по вул. Хорольській, 28-30 (1997—2008 рр.) тощо.
Є теоретичним та практичним розробником авторського стилю «персоніфікованого діалектичного контекстуалізму» — органічного персоніфікованого входження в конкретну ділянку архітектурного середовища, що постійно розвивається, із створенням ефекту почасових стильових нашарувань, у якому виконано його основні проєкти:
- Помісна церква по вул. Жукова, 2 в Дніпровському р-ні
- Громадсько-офісний торговельний центр по вул. В.Вал, 10
- житловий будинок по вул. Вознесенський узвіз, 28 в Подільському р-ні м. Києві
- офісний центр «Ренесанс» класу «А» по вул. Бульварно-Кудрявській, 24 в Шевченківському р-ні м. Києва.

## Публікації
1. Функциональная диагностика и рационализация жахов в эпоху социальных перемен и смятения архитектурных стилей. («АСС» Киев −1999р)
2. Утрата и воссоздание градостроительного вектора в Киеве историческом и не только или надолго прерванный полет. («АСС» Киев −2000р)
3. Карнавализм, как метод градостроительного мышления в период национального стилеобразования. («АСС» Киев −2004 г.)
4. Киев — очередное градостроительное распутье начала нового века, нефигуративная знаковость, как зрелая форма эмоционального диалога в городской культуре. (Збірка статей «А+С» Київ-2008 р.)
5. Исторический Киев — как объект стилеразрушения (особенности стилеобразование архитектуры Киева конца ХХ — начала XXI века) (Збірка статей Інституту пам'яткоохоронних досліджень Міністерства культури та туризму України. Київ-2006 р.)
6. «АРХІДЕЯ» № 11 (22-32), № 12 (174—182), 2003 р. № 1-2, (130—137) 2004 р., № 3 (164—169) 2005, у співавторстві, цикл статей під рубрикою «Новітня археологія»
7. Наукове видання «Київський архітектурний модерн 1900—1910 рр.» співавтор

## Відзнаки
- лауреат Державної премії України в галузі архітектури (1995);[1]
- лауреат всесоюзних, міжнародних та українських конкурсів;
- лауреат Світового архітектурного бієнале ВА-93 в Буенос-Айресі.